# دهستان ورپشت
دهستان ورپشت، یکی از دهستان‌های بخش مرکزی شهرستان تیران و کرون در استان اصفهان ایران است. براساس سرشماری مرکز آمار ایران در سال ۱۳۸۵، جمعیت آن ۹۲۹۹ نفر (۲۵۴۱ خانوار) بوده‌است.